# Зумен
Зумен — деревня в Торопецком районе Тверской области. Входит в состав Плоскошского сельского поселения.

## География
Деревня расположена в северо-западной части района. Находится на левом берегу реки Кунья. Ближайший населённый пункт — деревня Уварово.
Расстояния по автодорогам:
- До районного центра, города Торопец — 74 км;
- До Плоскоши (центр СП) — 29 км;
- До села Уварово — от 3 до 4 км.

Климат
Деревня, как и весь район, относится к умеренному поясу северного полушария и находится в области переходного климата от океанического к материковому. Лето с температурным режимом +15…+20 °С (днём +20…+25 °С), зима умеренно-морозная −10…−15 °С; при вторжении арктических воздушных масс до −30…-40 °С.
Среднегодовая скорость ветра 3,5—4,2 метра в секунду.

## История
На топографической карте Фёдора Шуберта 1867—1906 годов обозначена деревня Изюмень.
На карте РККА 1923—1941 годов обозначена деревня Зумен. Имела 14 дворов.
До 2013 года деревня входила в состав упразднённого в настоящее время Уваровского сельского поселения.

## Население
| 2010 |
| ---- |
| 0    |

В 2002 году в деревне проживало 4 человека.
Национальный состав
Согласно результатам переписи 2002 года, в национальной структуре населения русские составляли 100 % от жителей.